# Руднева, Елена Юрьевна
Елена Юрьевна Руднева (8 февраля 1963, Тула) — российский фольклорист, художественный руководитель Тульской областной филармонии, основатель и руководитель народного фольклорного ансамбля «Ладушки». Заслуженный работник культуры Российской Федерации (2024).

## Образование
В 1982 году окончила ТМУ им. Даргомыжского по специальности теория музыки. В 1989 году с отличием окончила Астраханскую государственную консерваторию (факультет музыковедения). Работала в Шварцевской ДШИ с 08.04.1982 года, с 1995 по 1998 гг. являлась её директором. В 1998 году стала директором Тульской областной Детской филармонии, по-прежнему работала преподавателем Шварцевской ДШИ. С 2012 года является художественным руководителем Тульской областной филармонии.

## Творчество
В 1987 году Елена Руднева создала детский фольклорный ансамбль «Ладушки», который в том же году стал победителем областного смотра-конкурса творческих работ преподавателей ДМШ. Коллектив активно развивался, как и само народно-певческое направление. В 1995 году на базе Шварцевской ДМШ было открыто отделение «сольное народное пение», разработаны программы и методические пособия. С 1997 года ансамбль «Ладушки» является концертным коллективом Тульской областной Детской филармонии в рамках договора о совместной деятельности школы и ТОФ.
Елена Руднева ведёт активную методическую и просветительскую работу по сохранению и укреплению тульской народной певческой традиции.